# Acanthastrea rotundaflora
Espèce
Acanthastrea rotundaflora est une espèce de coraux appartenant à la famille des Mussidae.